# 김동하 (1957년)
김동하(金東夏, 1957년 12월 8일 ~ )는 대한민국의 제8대 부산광역시의원이고, 제6·7대 부산광역시 사하구의원이었다. 그리고 출생지는 경상남도 남해군 고현면이다.

## 학력
- 1964.03 ~ 1970.02 부산초장초등학교(폐교) 졸업
- 1970.03 ~ 1973.02 부산대신중학교 졸업
- 1973.03 ~ 1976.02 영남상업고등학교 졸업
- 2011.03 ~ 2013.02 동부산대학교 유통경영과 졸업

## 경력
- 사남초등학교 학교운영위원회 위원장
- 사하중학교 학교운영위원회 학부모협의회 회장
- 학교운영위원회 부산학부모위원협의회 위원
- 부정식품근절 식품위생법위반업소단속 시민위원
- UN NGO 밝은 사회국제클럽한국본부
- 부산연합회 토성클럽 자문위원
- 생활체육 사하구 축구연합회 이사
- 영남상업고등학교 23회 동기회 초대회장
- 부산정보고등학교 총동창회 사무국장
- 중국 청도 한미양조유한공사대표
- 정통우리주 막걸리체인점 어화둥둥 대표
- 2010.07 ~ 2014.06 제6대 부산광역시 사하구의회 의원
- 2010.07 ~ 2012.07 제6대 부산광역시 사하구의회 전반기 총무위원회 위원
- 2010.07 ~ 2012.07 제6대 부산광역시 사하구의회 전반기 의회운영위원회 위원
- 2010.07 ~ 2012.07 제6대 부산광역시 사하구의회 전반기 예산결산특별위원회 위원장
- 2012.07 ~ 2014.06 제6대 부산광역시 사하구의회 후반기 도시위원회 위원
- 2012.07 ~ 2014.06 제6대 부산광역시 사하구의회 후반기 예산결산특별위원회 위원
- 사하구 생활보장위원회 위원
- 사하구 업무평가위원회 위원
- 민주당 부산시당 사하구 갑 지역위원회 부위원장
- 사하구 장애인 가정출산지원금 영아양육지원 조례안 대표 발의
- 2014.07 ~ 2018.03 제7대 부산광역시 사하구의회 의원
- 2014.07 ~ 2016.07 제7대 부산광역시 사하구의회 전반기 도시위원회 위원
- 2016.07 ~ 2018.03 제7대 부산광역시 사하구의회 후반기 총무위원회 위원
- 2016.07 ~ 2018.03 제7대 부산광역시 사하구의회 후반기 예산결산특별위원회 위원
- 국민건강보험공단 장기요양등급판정위원
- 동주대학교 전문대학 혁신지원사업 자체평가위원회
- 부산광역시 건설기술심의위원회 위원
- 부산광역시 도시분쟁조정위원회 위원
- 2018.07 ~ 2022.06 제8대 부산광역시의회 의원
- 2018.07 ~ 2020.07 제8대 부산광역시의회 전반기 도시안전위원회 위원
- 2018.07 ~ 2020.07 제8대 부산광역시의회 전반기 예산결산특별위원회 위원
- 2018.10 ~ 2018.10 제8대 부산광역시의회 시산하공공기관장 후보자 인사검증특별위원회 위원
- 2020.07 ~ 2022.06 제8대 부산광역시의회 후반기 복지안전위원회 위원
- 2020.08.13 더불어민주당 탈당

## 수상
- 시민단체 우수의원상 2회 수상

## 논란
- 민주당 부산시당, 성추행 의혹 부산시의원 ‘제명’ 결정
- 민주당 "또 다시 부산시의회에서 강제추행 발생, 죄송하다는 말씀조차 드리기가 정말 죄송한 상황"

## 역대 선거 결과
|  | 24.30% |

|  | 18.87% |

|  | 55.31% |